# Kap Selborne
Das Kap Selborne ist ein hohes, schneebedecktes Kap zwischen der Hillary- und der Shackleton-Küste in der antarktischen Ross Dependency. Es markiert gegenüber dem Kap Kerr die südliche Begrenzung der Einfahrt zum Barne Inlet, dem Einlass des Byrd-Gletschers in die Westflanke des Ross-Schelfeises. 
Teilnehmer der Discovery-Expedition (1901–1904) unter der Leitung des britischen Polarforschers Robert Falcon Scott entdeckten das Kap und benannten es nach William Palmer, 2. Earl of Selborne (1859–1942), ab 1900 Erster Lord der Admiralität. 